# Tumantale (sockenhuvudort i Kina, Xinjiang Uygur Zizhiqu, lat 39,15, long 77,79)
Tumantale (kinesiska: 吐曼塔勒, 吐曼塔勒乡) är en sockenhuvudort i Kina. Den ligger i den autonoma regionen Xinjiang, i den nordvästra delen av landet, omkring 970 kilometer sydväst om regionhuvudstaden Ürümqi. Antalet invånare är 24 599. Befolkningen består av 12 230 kvinnor och 12 369 män. Barn under 15 år utgör 24,0 %, vuxna 15-64 år 70 %, och äldre över 65 år 5,0 %.
Runt Tumantale är det ganska glesbefolkat, med 22 invånare per kvadratkilometer. Närmaste större samhälle är Serikbuya, 16,9 km norr om Tumantale. Trakten runt Tumantale består till största delen av jordbruksmark.
Genomsnittlig årsnederbörd är 106 millimeter. Den regnigaste månaden är juli, med i genomsnitt 25 mm nederbörd, och den torraste är mars, med 2 mm nederbörd.